# Ženskij volejbol'nyj klub Dinamo Krasnodar 2011-2012
Questa voce raccoglie le informazioni riguardanti la Ženskij volejbol'nyj klub Dinamo Krasnodar nelle competizioni ufficiali della stagione 2011-2012.

## Organigramma societario
Area direttiva
- Presidente: Sergej Kučeruk

Area tecnica
- Allenatore: Sergej Ovčinnikov (fino a gennaio), Valerij Losev (da gennaio)

## Rosa
| N° | Nome                 | Ruolo | Data di nascita   | Nazionalità sportiva |
| -- | -------------------- | ----- | ----------------- | -------------------- |
| 1  | Anna-Miriam Gansorne | S     | 16 marzo 1982     | Russia               |
| 2  | Anna Moiseenko       | P     | 10 giugno 1985    | Russia               |
| 3  | Ekaterina Osičkina   | C     | 4 aprile 1986     | Russia               |
| 4  | Elena Konstantinova  | C     | 25 agosto 1981    | Russia               |
| 5  | Anna Lubnina         | C     | 25 settembre 1986 | Russia               |
| 6  | Ol'ga Bukreeva       | O     | 15 febbraio 1987  | Russia               |
| 7  | Valdonė Petrauskaitė | S     | 23 agosto 1984    | Lituania             |
| 8  | Svetlana Akulova     | P     | 10 aprile 1984    | Russia               |
| 9  | Ol'ga Fateeva        | S     | 4 maggio 1984     | Russia               |
| 10 | Dar'ja Talyševa      | L     | 16 ottobre 1991   | Russia               |
| 11 | Neriman Özsoy        | S     | 13 luglio 1988    | Turchia              |
| 12 | Dar'ja Vekšina       | L     | 7 maggio 1985     | Russia               |
| 13 | Evgenija Starceva    | P     | 12 febbraio 1989  | Russia               |
| 15 | Tat'jana Košeleva    | S     | 23 dicembre 1988  | Russia               |
| 16 | Foluke Akinradewo    | C     | 5 ottobre 1987    | Stati Uniti          |
| 17 | Dar'ja Zinčenko      | P     | 11 novembre 1992  | Russia               |

## Statistiche

### Statistiche di squadra
| Competizione    | Punti | In casa | In casa | In casa | In trasferta | In trasferta | In trasferta | Totale | Totale | Totale |
| Competizione    | Punti | G       | V       | P       | G            | V            | P            | G      | V      | P      |
| --------------- | ----- | ------- | ------- | ------- | ------------ | ------------ | ------------ | ------ | ------ | ------ |
| Superliga       | 44/56 | 15      | 10      | 5       | 13           | 8            | 5            | 28     | 18     | 10     |
| Coppa di Russia | 15/8  | -       | -       | -       | -            | -            | -            | 10     | 9      | 1      |
| Coppa CEV       | -     | 4       | 2       | 2       | 4            | 3            | 1            | 8      | 5      | 3      |
| Totale          | -     | 19      | 12      | 7       | 17           | 11           | 6            | 46     | 32     | 14     |

G = partite giocate; V = partite vinte; P = partite perse

### Statistiche dei giocatori
| Giocatrice       | Superliga | Superliga | Superliga | Superliga | Superliga |
| Giocatrice       | P         | PT        | AV        | MV        | BV        |
| ---------------- | --------- | --------- | --------- | --------- | --------- |
| F. Akinradewo    | 26        | 280       | 188       | 69        | 23        |
| S. Akulova       | 18        | 52        | 19        | 23        | 10        |
| O. Bukreeva      | 18        | 76        | 52        | 17        | 7         |
| O. Fateeva       | 27        | 228       | 169       | 41        | 18        |
| A. Gansorne      | 24        | 100       | 69        | 19        | 12        |
| E. Konstantinova | 27        | 181       | 81        | 81        | 19        |
| T. Košeleva      | 28        | 649       | 551       | 64        | 34        |
| A. Lubnina       | 0         | 0         | 0         | 0         | 0         |
| A. Moiseenko     | 7         | 4         | 0         | 3         | 1         |
| E. Osičkina      | 19        | 78        | 30        | 39        | 9         |
| N. Özsoy         | 13        | 185       | 151       | 23        | 11        |
| V. Petrauskaitė  | 3         | 36        | 28        | 5         | 3         |
| E. Starceva      | 7         | 12        | 3         | 7         | 2         |
| D. Talyševa      | 3         | 0         | 0         | 0         | 0         |
| D. Vekšina       | 28        | 0         | 0         | 0         | 0         |
| D. Zinčenko      | 7         | 5         | 2         | 1         | 2         |

P = presenze; PT = punti totali; AV = attacchi vincenti; MV = muri vincenti; BV = battute vincenti

NB: Non sono disponibili i dati relativi alla Coppa di Russia, alla Coppa CEV e, di conseguenza, quelli totali